# 森戸駅
森戸駅（もりとえき）は、かつて埼玉県入間郡坂戸町（現・坂戸市）大字四日市場にあった東武鉄道越生線の貨物駅（廃駅）である。

## 歴史
当駅は越生鉄道（現・東武鉄道）が高麗川河川敷より採取した砂利を積み出し・運搬するために設置した貨物専用駅である。越生鉄道開業当初は当駅が終点駅であった。越生駅まで延伸開業および旅客営業開始後も当駅より砂利の積み出し・運搬を行っていたが、昭和30年代に荒川水系の河床低下の問題が発生したため、河川からの砂利採取禁止に伴う砂利運搬終了により、当駅は役目を失い廃止された。

### 年表
- 1932年（昭和7年）2月17日：越生鉄道 坂戸町駅（現・坂戸駅） - 当駅間開業に伴い、貨物専用の高麗川駅（こまがわえき）として開業[2][3]。なお、正式な駅でなく仮駅であった。
- 時期不詳：当駅を森戸駅に改称[注釈 1]。
- 1934年（昭和9年）12月16日：越生鉄道 当駅 - 越生駅間開業に伴い、中間駅となる[2][5]。当駅が正式な駅となる。
- 1943年（昭和18年）7月1日：越生鉄道を東武鉄道が買収し、東武鉄道越生線の駅となる[2][6]。
- 1944年（昭和19年）12月10日：不要不急線指定による全線運行休止に伴い営業休止[7][8]。
- 1945年（昭和20年）12月1日：全線運行再開に伴い営業再開[8]。
- 1959年（昭和34年）9月1日：当駅廃止[9][注釈 2]。

## 駅構造
詳細は不明。当駅は高麗川河川敷に近い段丘面に設置された地上駅であり、砂利積み出し施設があった。
1955年（昭和30年）頃の空中写真を見ると、越生線の築堤が始まる辺りから分岐し施設に繋がる軌道らしきものが見え、施設には建物が見える。

## 駅周辺
当駅の北側に高麗川が流れており、東側に埼玉県立坂戸西高等学校の校庭が隣接している。西側は高麗川橋梁に繋がる築堤となっている。
- 東京国際大学坂戸キャンパス
- 埼玉県道74号日高川島線

## 廃止後の現状
当駅跡地は空き地となっている。

## 隣の駅
東武鉄道
越生線
西大家駅 - （貨）森戸駅 - 川角駅